# مدفع فلاك 40 عيار 12.8 سم
مدفع فلاك 40 عيار 12.8 سم، هو مدفع ألماني مضاد للطائرات استخدم خلال الحرب العالمية الثانية. على الرغم من أنه لم يُنْتَج بأعداد كبيرة، إلا أنه كان من أكثر الأسلحة الثقيلة فاعلية في عصره. 

## تاريخ
بدأ تطوير مدفع فلاك 40 عيار 12.8 سم في عام 1936 بعد منح شركة راينميتال بورسيج عقد التصنيع. في أواخر عام 1937، تم تسليم النموذج الأولي للاختبار وأكمل الاختبارات بنجاح. كان وزن المدفع في وضع الإطلاق حوالي 12 طنًا، مما أدى إلى ضرورة إزالة البرميل عند نقله. لكن بعد إجراء الاختبارات الميدانية المحدودة، تبين أن هذا كان غير عملي. لذلك، في عام 1938، تم النظر في حلول أخرى لتبسيط عملية النقل.
نتيجة لهذه التحديات، عدلت منصة الإطلاق لتصبح أكثر عملية، حيث افترض أنها ستكون دائمًا مثبتة بإحكام في الخرسانة. بلغ الوزن الإجمالي لنظام التركيب المزدوج فلاكزويلينج حوالي 26.5 طنًا، مما جعل من المستحيل سحبه عبر الأراضي الوعرة. ومع ذلك، بحلول وقت دخول المدفع في الإنتاج عام 1942، استخدم بشكل أساسي في تطبيقات دفاعية ثابتة.
كانت هناك أربع تركيبات مزدوجة على برج حديقة الحيوان [الإنجليزية] المحصن المضاد للطائرات، كما كانت موجودة على أبراج فلاك أخرى لحماية برلين وهامبورغ وفيينا. خلال معركة برلين، ساهمت مدافع برج حديقة الحيوان في دعم القوات البرية بنجاح، حيث لعبت دورًا مهمًا في تدمير عشرات الدبابات أثناء هجوم الجيش الأحمر على الرايخستاغ.
تميز المدفع بقدرته على إطلاق قذيفة وزنها 27.9 كجم بسرعة 880 متر/ثانية، وكان قادراً على الوصول إلى ارتفاع أقصى قدره 14,800 متر. استخدم فلاك 40 شحنة بارود أكبر بأربع مرات مقارنة بمدافع فلاك 18/36/37/41 عيار 8.8 سم، مما جعله أكثر قوة وفعالية في تدمير الطائرات.
في ديسمبر 1943، قرر هتلر عدم استخدام فلاك 40 بشكل موسع خلال الحرب.
يحتفظ متحف البوندسفير للتكنولوجيا الدفاعية الألمانية [الإنجليزية] في كوبلنز بأحد هذه المدافع في مجموعته.